# اختبار هرمون اللعاب
اختبار هرمون اللعاب هو إجراء يتم للتعرف على كمية الهرمونات الموجودة في اللعاب. وعلى الرغم من الترويج لدقته كوسيلة لتحديد مستويات الهرمونات في الجسم، إلا أنه لا يعكس كمية الهرمونات في الدم أو نشاطها الحيوي. يستخدم اختبار اللعاب غالبًا كجزء من العلاج بالبدائل الحيوية للهرمونات، إلا أنه يعاب عليه غلاء سعره وعدم ضرورته وافتقاده للمعنى.